# Сребренички партизански одред
Сребренички народноослободилачки партизански (НОП) одред је био партизанска јединица у саставу Народноослободилачке војске и партизанских одреда Југославије током Другог светског рата у Босни и Херцеговини.

## Историјат
Формиран је у селу Факовићима код Братунца 9. октобра 1943. и имао је 16 бораца. Прву оружану акцију Одред је извео 14. октобра 1943. код селу Поповића близу Братунца, којом приликом су убијена 3 четника и заплењен пушкомитраљез и 3 пушке. Дејствовао је око Братунца, Факовића и Дрињаче, и до средине децембра 1943. нарастао на око 50 бораца. Тада је захваћен немачком операцијом Кугелблиц (позната као лимско—дринска операција) и Одбачен у рејон Власенице. Због тешкоћа и осипања у току ове и oперацијe Шнештурм (позната као кривајска операција) у другој половини децембра Одред је расформиран и део бораца остао је у јединицама 17. дивизије, док се мања група вратила у рејон Факовића. Одред је поновно формиран 5. марта 1944. у Братунцу, а 27. марта имао је 272 борца, па је тога дана реорганизован у два батаљона и самосталну Милићку чету. У априлу (15. априла имао 345 бораца) и мају, Одред у оквиру припрема за форсирање Дрине води тешке борбе са немачким и усташким јединицама у Скеланима, Осмачама, Обадима, Сребреници, Братунцу и Шиљковићима. У току лета и јесени води борбе у рејону Сребренице против усташких, четничких и легионарских група, обезбеђује прелазе на Дрини, врши мобилизацију нових бораца, дајући повремено борце за попуну бригада 27. и 38. ударне дивизије. Учествује у нападима на непријатељеве гарнизоне у Сребреници, Кладњу, Братунцу, Власеници и Дрињачи. У току зиме Одред је с оперативним јединицама учествовао у борбама с колонама немачке групе армија Е, које су се низ Дрину и од Сарајева повлачиле према Бијељини, као и спречавању четничког напада на Тузлу. У марту 1945.  Одред је имао око 600 бораца. Почетком априла је расформиран и његовим људством попуњена је 2 (Источнобосанска) бригада 3 (Босанскохерцеговачке) дивизије КНОЈ.